# Woodstock (Maryland)
Woodstock è un unincorporated area degli Stati Uniti d'America, nello stato del Maryland, nella Contea di Howard. Al censimento del 2010 contava 6.986 abitanti.